# Château du marquis de Panat
 (septembre 2019).
Si vous disposez d'ouvrages ou d'articles de référence ou si vous connaissez des sites web de qualité traitant du thème abordé ici, merci de compléter l'article en donnant les références utiles à sa vérifiabilité et en les liant à la section « Notes et références ».
Le château de Panat est situé sur la commune de L'Isle-Jourdain dans le département du Gers.

## Architecture
Le château de Panat a été construit en 1880. Il constitue une vaste demeure composite, d'inspiration médiévale, qui comprend des éléments divers, souvenirs de voyages rassemblés dans cette architecture de pastiche.
Un donjon abritant une galerie anachronique , une croix de mission à ses pieds, des fenêtres à meneaux sur la façade ouest et des gargouilles sur la façade est.
À l'Angle nord-est figure une toiture en pyramide tronquée, une tourelle en bulbe et une cheminée avec alternance de briques et de pierre qui paraissent inspirées du château de Caumont. La terrasse ornée d'un jardin suspendu sert d'appui à deux contreforts factices inspirés de l’église fortifiée de Simorre.
Le château et son parc ont toujours été séparés par la rue de Save. Le parc est devenu dans le courant du XXe un jardin public. 

## Histoire

### Famille de Panat
La fille d'une vieille famille Lisloise, les Rudelle d'Alzon, épousa en 1785 un capitaine au régiment d'Artois de la lignée des Brunet de Castelpers, marquis de Panat. Victoire de Rudelle d'Alzon apporta à son mari une maison et dépendances au centre de L'Isle-Jourdain à l'emplacement de laquelle sera construit le château de Panat.   
Le premier marquis de Panat, mainteneur des Jeux Floraux (1787), élu député de la noblesse de Toulouse aux États généraux de 1789, émigra en Angleterre où il mourut en 1795. Ils eurent deux fils : Philippe et Henri.  
Philippe Samuel (1787-1860), vicomte de Panat, eut une longue carrière de diplomate et d'homme politique. Élevé en Angleterre, il rentre en France en 1803 et s'engage aux côtés de Napoléon. Il devient maire de L'Isle-Jourdain en 1821 puis député de Toulouse à plusieurs reprises ainsi que Président du Conseil général du Gers (1849).
Ayant perdu ses enfants de son vivant, le vicomte de Panat éleva ses petits enfants, parmi lesquels le fils d'Henri Philippe Hyacinthe de Brunet-Castelpers, celui qui portera sa vie durant le titre de marquis de Panat.
C'est ainsi Samuel de Brunet de Castelpers (1851-1913), marquis de Panat, qui fait édifier le château de Panat en 1880. Il y habitera avec son épouse Marguerite Salles. 
La famille employait douze personnes et menait une vie confortable, grâce à la fortune que le père de Marguerite Salles avait construite au Chili. La famille Salles possédait le domaine du Poulot à L'Isle-Jourdain et des terres à Montaudran et Vallesville. La famille de Panat était elle propriétaire du Pesquiès route de Sainte-Livrade, et du château et du domaine de Nolet sur les bords de la Garonne. Leur mariage a ainsi constitué un patrimoine de plusieurs centaines d'hectares de terres à une époque où le fermage et le métayage rapportaient encore beaucoup à leurs propriétaires. 
Le marquis de Panat sera maire de L'Isle-Jourdain de 1884 à 1892, mais battu aux élections de 1892 par Émile Thoulouse.
Après le décès de son mari, en 1913, la marquise vivra une vie moins mondaine et le château s'endormira peu à peu. On peut néanmoins noter que c'est à l'initiative de Marguerite Salles qu'ouvrira en 1916, dans une dépendance, une sorte de patronage  où des jeunes filles venaient jouer des comédies. Cet espace deviendra en 1928 le petit cinéma de la Save, devenu l'Olympia, dont Eugène Esparbès assurera le fonctionnement pendant 56 ans.
Par la suite, leur fils Aymeric de Panat (1886-1965), artiste peintre, habitera le château, partageant son temps entre l'hôtel particulier de la famille à Toulouse et L'Isle-Jourdain. C'est lui qui vendra le château dans les années 1960.

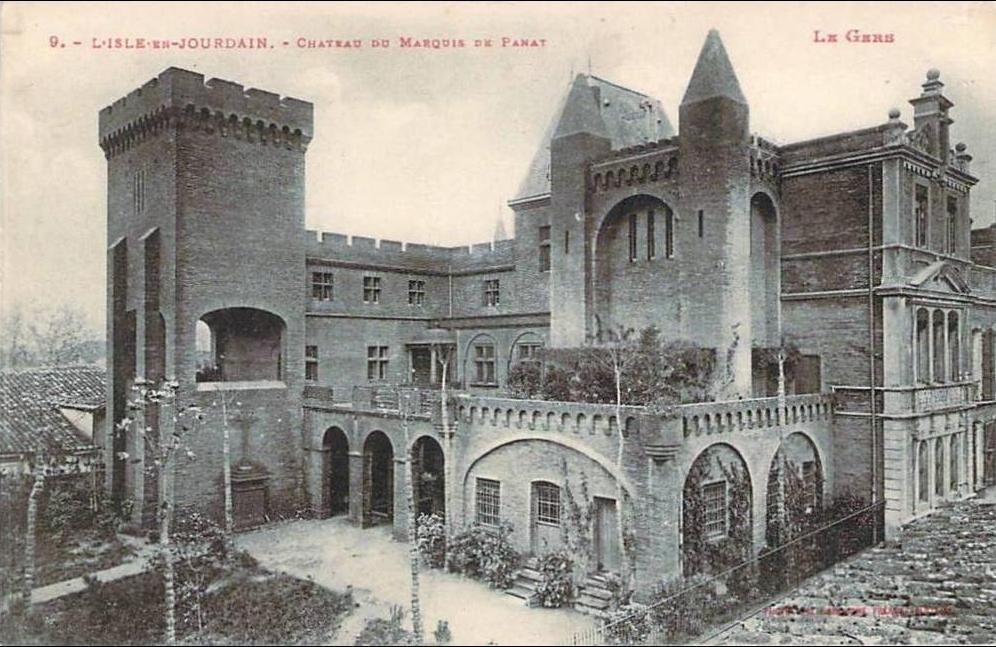
Le château de Panat à la fin du XIXe siècle

### Deuxième moitié duXXe
Le château est passé entre les mains des familles Golvitch, Deleysse puis Ferrari. Propriétaires d'une entreprise de cuisson de betteraves, ceux-ci vont profondément transformer l'apparence du bâtiment pour les besoins de leur activité. 
Ainsi le bassin du patio sera-t-il comblé, un four installé dans la cave et la partie ouest transformée en betteravière.

### Coopérative d’habitation
En septembre 2019, le château est acheté par la SAS coopérative Alter-habitat Lislois, pour le transformer en coopérative d’habitation. 14 logements vont y être aménagés et certains espaces vont être conservés comme parties communes (notamment la bibliothèque et la salle à manger).